# 중정식 소총
중정식 소총 (중국어: 中正式), 장개석 소총, 총통 소총, 또는 24식 소총(중국어: 二四式)은 중화민국의 총통 장제스의 이름을 따서 만들어진 중화민국의 소총으로,  마우저 스탠다르트모델과 Kar98k의 전신인 게베어 98을 라이선스하여 만든 소통이다. 중정식 소총의 생산은 1935년에 시작되었으며 중일 전쟁과 제2차 세계 대전 당시 중화민국군이 정식으로 사용하였다. 중국 공산당은 중정식 소총을 79식이라 명명하였다. 1935년 전면생산이 시작되었으나 중정식 소총의 전면표준화는 중일 전쟁 때 시작되었으며 한양 88식 소총이 더 많이 생산되었다. 약 10년간 350만 정의 중정식 소총이 생산되었다.

## 역사

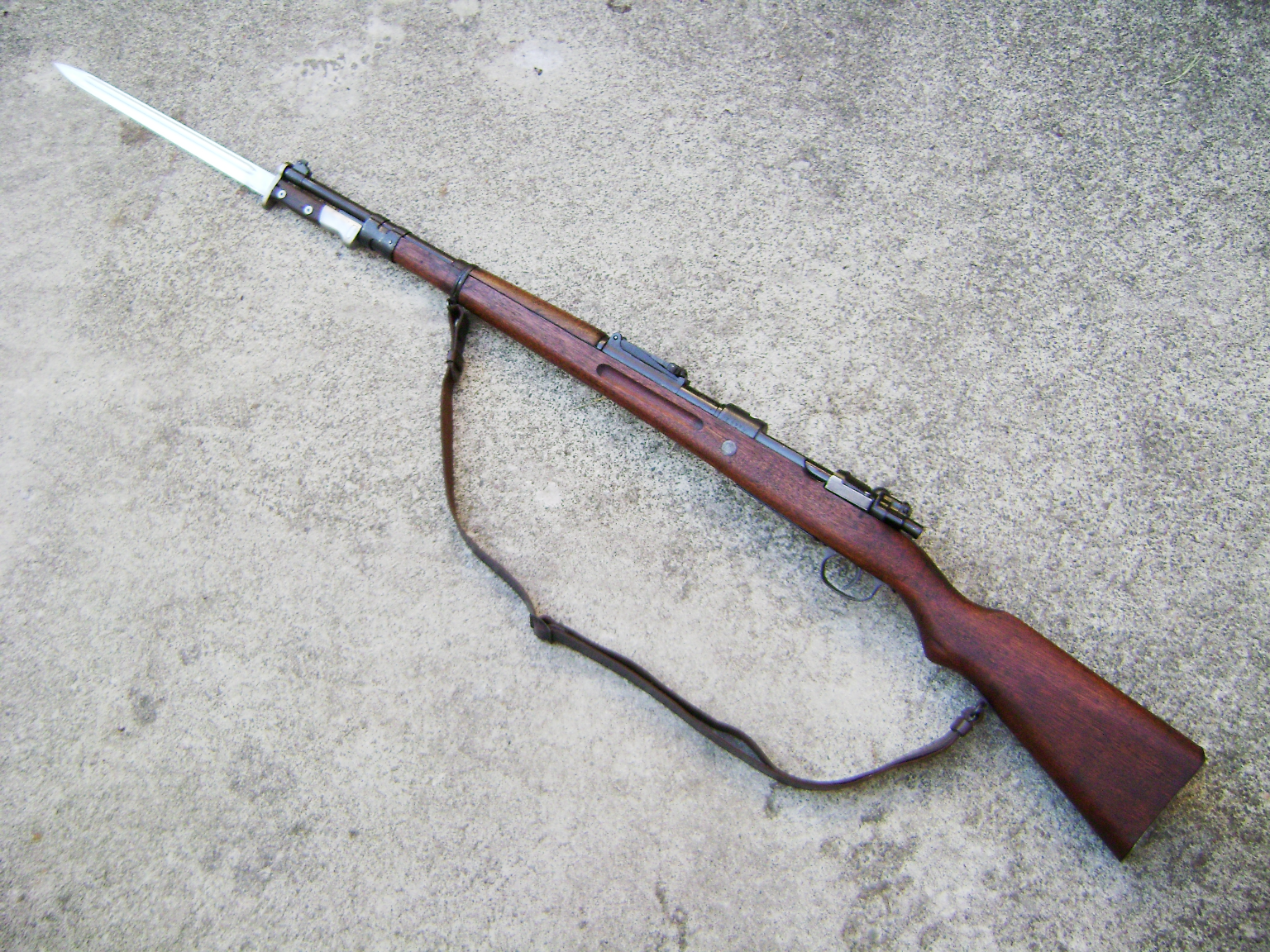
HY1935 총검이 장착된 중정식 소총

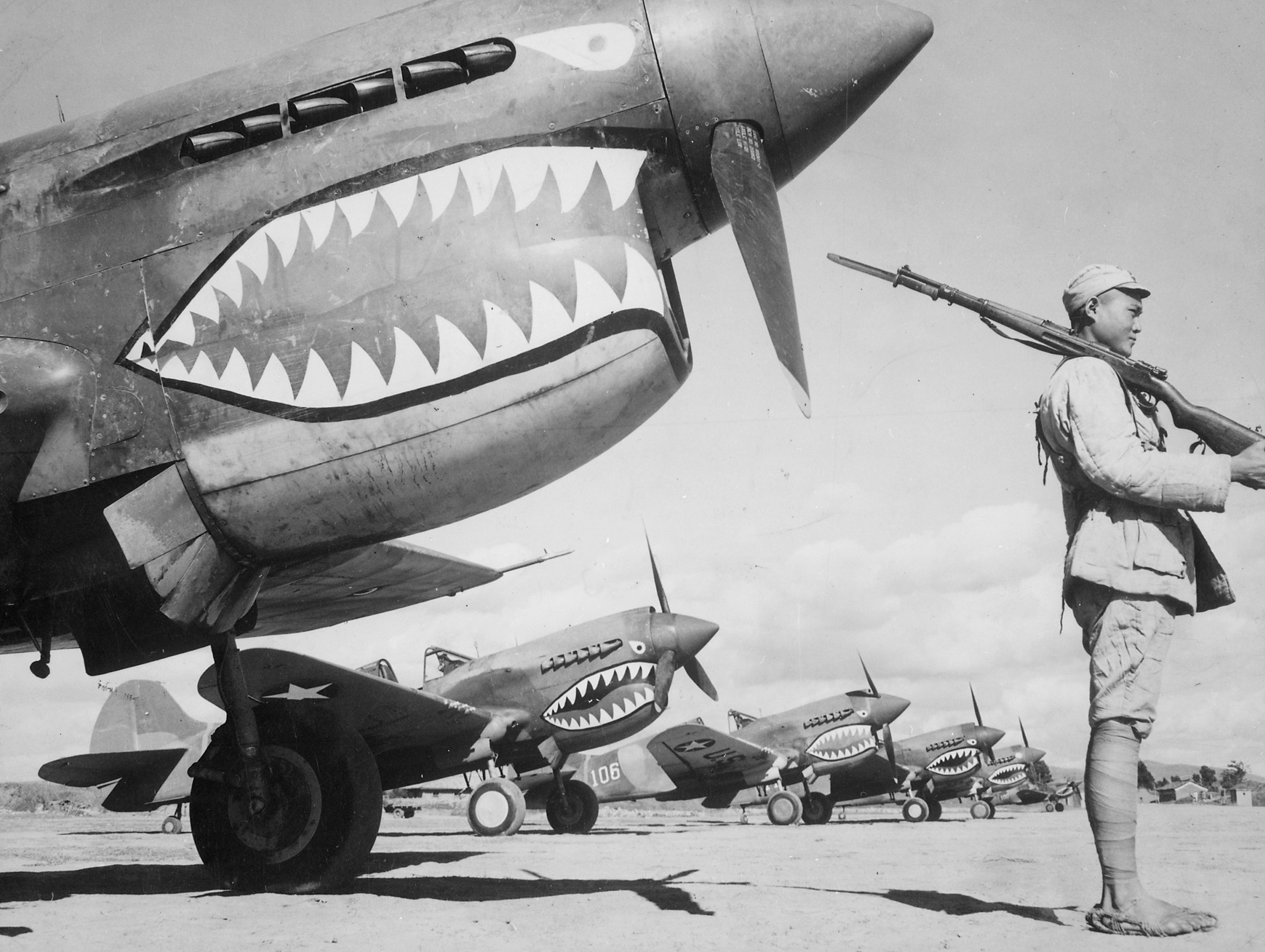
국민혁명군 병사가 커티스 P-40 워호크 앞에서 중정식 소총으로 무장하고 있다.

중정식 소총은 중화민국 국민혁명군의 주요 전투용 소총 중 하나로 사용되었다. Kar98k와 마찬가지로 게베어 98의 축약 및 경량화 버전이며, 특히 오베른도르프 수출용 마우저 소총인 마우저 스탠다르트모델(Standardmodell)을 모방한 것이다. 1934년 중화민국이 10,000대를 구매했고 독일은 중정식 소총을 생산하기 위한 도구를 제공했다. 1934년의 재료는 부정확한 것으로 판명되었고 1935년 초에 새로운 공구가 보내졌다.
1935년 7월 공샨 무기공장에서 생산되기 시작했지만, 중국의 제한된 산업 능력으로 인해 상대적으로 적은 수의 소총이 생산되었다. 최초의 중정식 소총도 제작되었다. 소총의 명칭은 장제스 총통의 공장 방문 이후 24식에서 중정으로 변경되었다. 그러나 중일 전쟁이 진행됨에 따라, 비록 일본군에 의해 노획되거나 파괴되는 것을 피하기 위해 기계를 움직여야 했기에 품질 통제가 지속되었음에도 불구하고 충칭과 쿤밍과 같은 서부의 도시들에서 중국 산업계에서 소총 생산은 점점 더 증가했다.
마우저 C96 권총과 슈탈헬름 헬멧과 함께, 이 무기들은 20세기 초 중국의 격동기에 총통의 국민혁명군의 눈에 띄는 특징이 되었다. 아이러니컬하게도, 장제스의 이름을 딴 소총은 또한 국공 내전 동안 그가 싸웠던 공산주의자들이 많이 사용하기도 했다. 1941년에 중국 공산당은 팔로군 사령관이었던 주더의 55번째 생일을 맞아  55식 소총으로 부르며 중정식 소총을 복제하는데 성공했다. 1935년과 1949년 사이에 중정식 소총 약 60만 정이 생산되었고, 이 중 40만 정은 전시에 생산되었다.
1940년대 말, 중정식 소총은 반자동 M1 개런드, M1 카빈, 톰슨 기관단총과 같은 우수한 미국제 지원 장비를 선호했기에 전선에서 퇴출되었다. 더 현대적인 보병 무기로 대체되었음에도 불구하고, 중정식 소총은 1970년대까지 중화민국 육군 예비군의 소총으로 사용되었다. 중국인민지원군은 한국 전쟁 당시 소련이 중화인민공화국에 군사 원조를 제공한 다른 소형 무기와 함께 중정식 소총을 사용했다. 소련이 중공군에게 제공한 무기 중에는 소련이 독일에서 노획한 Kar98k 소총도 있었다. 제1차 인도차이나 전쟁 말기 비엣민이 중정식 소총을 사용했으며, 베트남 전쟁에서는 남베트남 민족해방전선이 중정식 소총을 사용했다.
중화인민공화국과 소규모 지역 준군사조직은 56식 돌격소총과 SKS와 같은 현대식 무기로 대체되는 1980년까지 아리사카, 모신나강과 더불어 중정식 소총을 사용하였고, 오늘날에는 중국 인민해방군의 보조 의전무기가 되었다. 이 소총들은 1960년대 중후반 문화대혁명 당시 여러 홍위병 파벌에 의해 사용되었다.

## 제원
아리사카에 비해 중정식 소총의 가장 큰 장점은 7.92x57 마우저 탄환 (.323인치 탄환 직경)의 사용으로 정지력이 더 좋다는 것이었다. 중정식 소총은 또한 아리사카보다 더 좋은 사격율과 더 넓은 사거리를 가지고 있었다. 이 무기는 Kar98k와 비슷한 길이를 가졌으며 게베어 98과 아리사카 38식 보병총에 비해 길이가 짧았지만, 사격 시에 더 많은 폭발과 반동을 일으켰다. 중정식 소총은 마우저 총검 돌출부와 동일한 돌출부에 HY1935 총검을 장착할 수 있었고, 중국의 대도를 대체할 수 있었다.

## 같이 보기
- 게베어 98
- Kar98k
- 한양 88식 소총